# 루이스 안드리 고메스
루이스 안드레 고메스(포르투갈어: Luiz André Gomes, 1975년 12월 23일~ )은 브라질의 축구 선수이다. 포지션은 볼란테이며 K리그에서는 2004년에 전북, 2005년에 포항에서 활약했으며 등록명은 고메즈를 사용하였다.

## 우승
- 전북 현대 모터스
  - 대한민국 슈퍼컵: 2004